# فيليكس موراليس
فيليكس موراليس (9 يونيو 1953 - ) هو لاعب كرة سلة كوبي في مركز الوسط، شارك في بطولة كأس العالم لكرة السلة 1986 والألعاب الأولمبية الصيفية 1976 والألعاب الأولمبية الصيفية 1980 وبطولة أمم الأمريكتين لكرة السلة 1984 وبطولة أمم الأمريكتين لكرة السلة 1992 وبطولة أمم الأمريكتين لكرة السلة 1980.

## وصلات خارجية
- فيليكس موراليس على موقع الاتحاد الدولي لكرة السلة (الإنجليزية)
- فيليكس موراليس على موقع سبورتس رفرنس (الإنجليزية)
- فيليكس موراليس على موقع أوليمبيديا (الإنجليزية)